# 御前会議

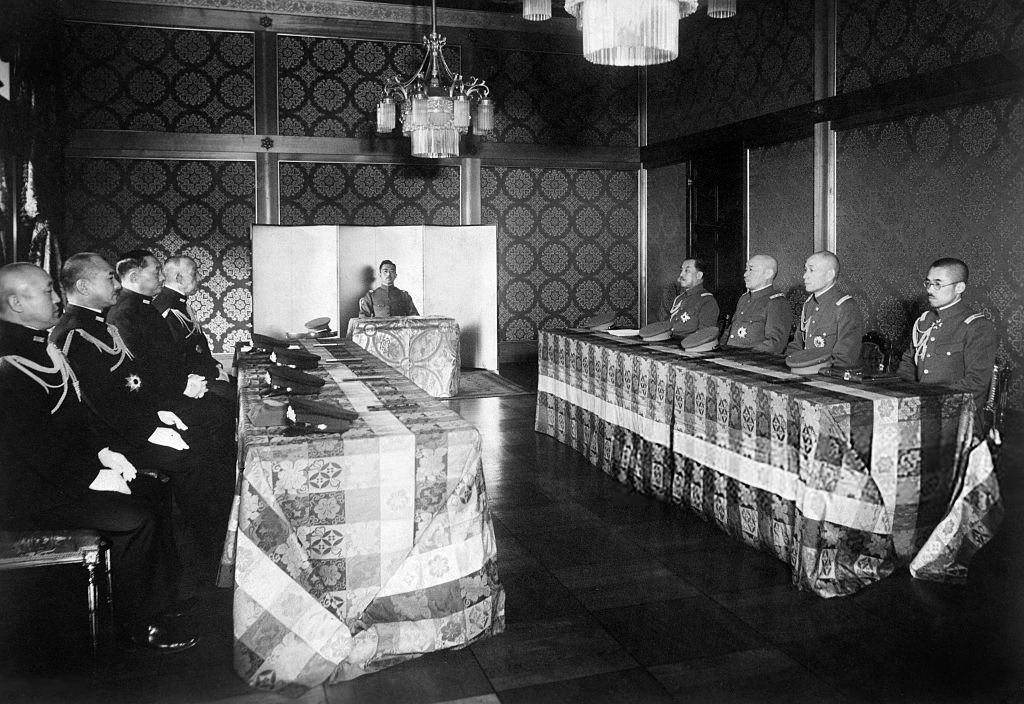
第1回御前会議（1938年（昭和13年）1月11日）の様子。写真左より軍令部作戦部長近藤信竹少将、軍令部次長嶋田繁太郎中将、海軍大臣米内光政大将、軍令部総長伏見宮博恭王元帥海軍大将、昭和天皇、参謀総長閑院宮載仁親王元帥陸軍大将、陸軍大臣杉山元大将、参謀次長多田駿中将、参謀本部作戦部長下村定少将。

御前会議（ごぜんかいぎ、旧字体：御前󠄁會議）とは、明治期から太平洋戦争終結時まで、国家の緊急な重大問題において天皇臨席のもとに元老、主要閣僚、軍首脳が集まって行われた合同会議。ただし法制上には規定はなかった。

## 概要

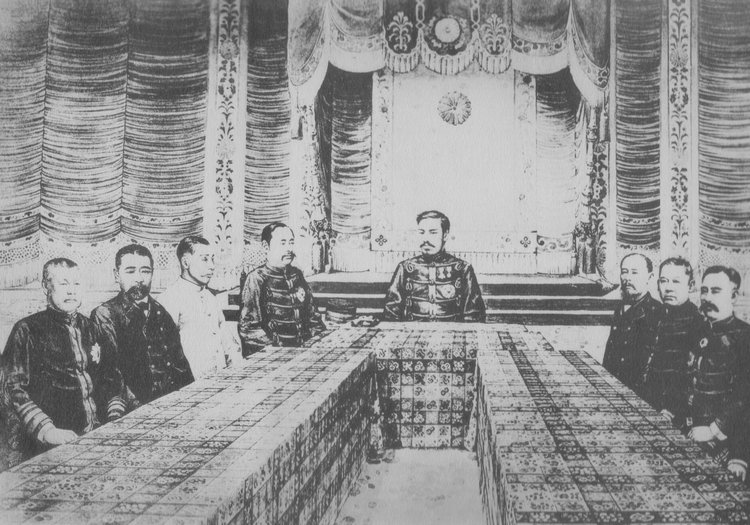
日清戦争前の広島大本営での御前会議。 中央 明治天皇、右端から川上操六、大山巌、伊藤博文、 左端から樺山資紀、西郷従道、山縣有朋、有栖川宮熾仁親王。

広義には、官制上天皇親臨が定められていた枢密院会議、また王政復古直後の小御所会議や、天皇臨席の大本営会議なども御前会議といえる。しかし、狭義には、戦争の開始と終了に関して開かれた、天皇・元老・閣僚・軍部首脳の合同会議を指す。
1894年（明治27年）に対清開戦（日清戦争）を決定したのが最初。以後、三国干渉や日露戦争などに際して開催され、1938年（昭和13年）以後には日中戦争（支那事変）の処理方針、日独伊三国同盟、対米英蘭開戦＝真珠湾攻撃による太平洋戦争開戦、太平洋戦争終結などを決定した。
大日本帝国憲法第13条には、天皇が開戦と終戦を決定する事が明記されていたが、例えば「御前会議法」というような法制上の開催根拠がないなど、御前会議の開催は困難であった。また天皇による意思の表明・発動は（天皇自らにその責任が及ぶため）好ましくないとされ、たとえ出席しても一言も発しないことが多かった。
御前会議での決定は、即時でそのまま国家意思の決定となるのでなく、改めてその内容について正式の手続（例えば閣議）の諮問を経てから正式に決定された

## 構成員
- 天皇
- 内閣総理大臣、国務大臣
- 枢密院議長、枢密顧問官
- 元老、内大臣
- 陸軍：参謀総長、参謀次長
- 海軍：軍令部総長、軍令部次長

## 日中戦争以後の御前会議
1938年（昭和13年）に復活して以降について記す。
| 回 | 開催日                      | 議題                                                                 | 内閣          | 昭和天皇の発言等                                                                                            |
| -- | --------------------------- | -------------------------------------------------------------------- | ------------- | --- |
| 1  | 1938年（昭和13年） 1月11日  | 支那事変処理根本方針                                                 | 第1次近衛内閣 | |
| 2  | 1938年（昭和13年） 11月30日 | 日支新関係調整方針                                                   | 第1次近衛内閣 | |
| 3  | 1940年（昭和15年） 9月19日  | 日独伊三国同盟条約                                                   | 第2次近衛内閣 | |
| 4  | 1940年（昭和15年） 11月13日 | 支那事変処理要綱に関する件ほか                                       | 第2次近衛内閣 | |
| 5  | 1941年（昭和16年） 7月2日   | 情勢ノ推移ニ伴フ帝国国策要綱                                         | 第2次近衛内閣 | |
| 6  | 1941年（昭和16年） 9月6日   | 帝国国策遂行要領                                                     | 第3次近衛内閣 | 明治天皇の御製を詠む形で、対米開戦回避を示唆。 「よもの海 みなはらからと思ふ世に など波風のたちさわぐらむ」 |
| 7  | 1941年（昭和16年） 11月5日  | 対米交渉要綱（甲案・乙案）、帝国国策遂行要領                         | 東條内閣      | |
| 8  | 1941年（昭和16年） 12月1日  | 対英米蘭開戦の件                                                     | 東條内閣      | |
| 9  | 1942年（昭和17年） 12月21日 | 大東亜戦争完遂の為の対支処理根本方針                                 | 東條内閣      | |
| 10 | 1942年（昭和17年） 12月31日 | ガダルカナル島からの撤退と東北部ニューギニアへの作戦重点変換について | 東條内閣      | |
| 11 | 1943年（昭和18年） 5月31日  | 大東亜政略指導大綱                                                   | 東條内閣      | |
| 12 | 1943年（昭和18年） 9月30日  | 今後採るべき戦争指導の大綱ほか                                       | 東條内閣      | |
| 13 | 1944年（昭和19年） 8月19日  | 今後採るべき戦争指導の大綱ほか                                       | 小磯内閣      | |
| 14 | 1945年（昭和20年） 6月8日   | 今後採るべき戦争指導の基本大綱                                       | 鈴木内閣      | |
| 15 | 1945年（昭和20年） 8月10日  | ポツダム宣言受諾の可否について                                       | 鈴木内閣      | 鈴木貫太郎から乞われる形で宣言受諾の意思表明（いわゆる聖断）。                                              |
| 16 | 1945年（昭和20年） 8月14日  | ポツダム宣言受諾の最終決定                                           | 鈴木内閣      | 再度、宣言受諾の意思表明（再度の聖断）。                                                                    |

## 場所

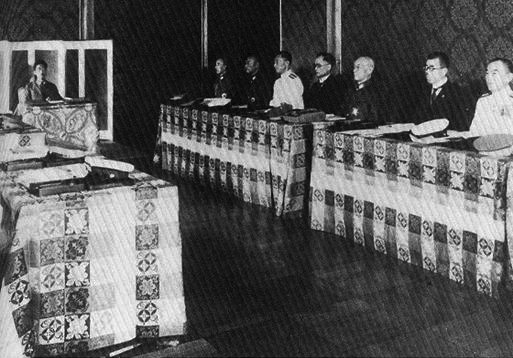
1944年（昭和19年）の御前会議

御前会議は通常、明治宮殿車寄を入って右側にある「東一の間」などで開催された。しかし終戦直前の2回の御前会議は、「望岳台」近くの地下壕「御文庫附属庫」で行われた。地下10m、部屋の広さは15坪ほどであり、天皇・皇后の寝室・居間のある御文庫からは90m離れており、地下道でつながっていた。1945年（昭和20年）には、大型爆弾にも耐えられるよう陸軍工兵隊が補強工事を行い、附属庫での初めて枢密院本会議が、1945年（昭和20年）6月2日に開催された。

## 日英米開戦をめぐって
1941年（昭和16年）9月6日の第六回御前会議では、前述の通り、昭和天皇は祖父明治天皇の御製を冒頭で引用した。この意図について、昭和天皇は1985年（昭和60年）4月15日の記者会見で次のように語った。
「会議の議題の第一議に戦争準備をすることが掲げられ、また、次に平和のための努力となっていましたが、私は平和努力と言うことが第一義になることを望んでいたので、明治天皇の御歌を引用したのです」
天皇は、この前日に近衛文麿首相から帝国国策遂行要領の内奏（事前報告）を受けており、このとき天皇の回想と同様の発言があったと、近衛文麿側の手記にも記録がある。
当時陸軍省軍務局高級課員であった石井秋穂は、第一項に戦争、第二項に外交という記述をしたのは自分であると、後にNHKテレビ番組で証言している。
会議当日の杉山元陸軍参謀総長のメモ（杉山メモ）にも、平和的外交をするよう、天皇から命ぜられたと記録がある。